# Şəlvə
Şəlvə är ett vattendrag i Azerbajdzjan. Det ligger i distriktet Laçın Rayonu, i den sydvästra delen av landet, 300 km väster om huvudstaden Baku.
Trakten runt Şəlvə består i huvudsak av gräsmarker. Runt Şəlvə är det ganska tätbefolkat, med 54 invånare per kvadratkilometer.